# Max Hoffmann
Max Hoffmann (Carl Adolf Maximilian Hoffmann, 25 de janeiro de 1869; 8 de julho de 1927) foi um oficial do Exército Imperial Alemão e estrategista militar durante a Primeira Guerra Mundial. É amplamente reconhecido como um dos mais brilhantes oficiais de Estado-Maior do período imperial, tendo participado ativamente das operações na frente oriental entre 1914 e 1918.

## Vida Pregressa
Hoffmann nasceu em Homberg (Efze). Ingressou no Exército Prussiano em 1887, sendo comissionado no 4º Regimento de Infantaria da Turíngia em 1888. Suas habilidades intelectuais foram notadas quando se formou com a rara distinção "Reconhecimento do Kaiser" em seus estudos militares. Foi famoso, entre seus colegas, pelos excessos com comida, bebida e vida boêmia.

## Carreira Militar
Formou-se em Berlim na Academia de Guerra Prussiana em 1898, tornando-se um oficial do prestigiado Estado-Maior Geral. Foi designado para missão de seis meses na Rússia como intérprete e, ao retornar, permaneceu de 1899 a 1904 na Seção Russa do Estado-Maior Geral, onde se tornou especialista em assuntos russos, sendo incumbido de tentar determinar o plano da Rússia de ataque na eventualidade de uma guerra entre a Alemanha e Rússia. Durante a Guerra Russo-Japonesa, serviu como observador militar alemão.
Com a eclosão da Primeira Guerra Mundial, Hoffmann era o chefe de operações do VIII Exército Alemão estacionado na Prússia Oriental. Durante os primeiros meses da guerra, o VIII Exército foi a única grande unidade militar alemã a defender a Prússia Oriental de um ataque russo. O restante do exército alemão, como prescrito pelo Plano Schlieffen, foi reunido no oeste para obter a vitória decisiva contra a França e terminar a guerra. O I e II Exércitos Russos obtiveram uma vitória inicial contra os alemães na Batalha de Gumbinnen. O comandante do VIII Exército, Maximilian von Prittwitz, alarmado, ordenou ao exército que recuasse para a linha do Rio Vístula. Tal movimento equivaleria a abandonar grande parte da Prússia Oriental aos russos. Prittwitz foi imediatamente demitido de seu comando em favor de Paul von Hindenburg e Erich Ludendorff.
Nesse ínterim, os dois exércitos russos tinham se afastado tanto um do outro que nem poderiam vir em auxílio mútuo caso fossem atacados. Hoffman sabia disso a partir de mensagens de rádio interceptadas. Ele também sabia da antipatia profunda que os dois comandantes russos nutriam reciprocamente, que ainda podia indispor-los a se apoiarem mutuamente. Hoffmann foi então capaz de elaborar um plano ousado para o cerco vitorioso sobre o II Exército Russo de Alexander Samsonov ao sul, o qual Hindenburg rapidamente colocou em ação quando de sua chegada, levando à Batalha de Tannenberg.
Depois de destruir o II Exército Russo, Hoffman, percebendo o valor propagandístico em comemorar a vitória alemã como uma vingança tardia de uma derrota medieval, sugeriu que o embate fosse batizado de Batalha de Tannenberg, quando na verdade teve lugar muito mais perto de Allenstein. Após a batalha, o VIII Exército Alemão virou para o norte e atacou o I Exército Russo de Paul von Rennenkampf na Primeira Batalha dos Lagos Masurianos que conduziu os russos para fora da Prússia Oriental pelo resto da guerra.
Depois de Hindenburg e Ludendorff retornarem à Berlim em 1916, o Príncipe Leopoldo da Baviera assumiu o comando de todos os exércitos alemães na frente oriental com Hoffmann (agora promovido a Major-General), como seu Chefe de Estado-Maior. Hoffmann foi capaz de trazer todas as forças na frente oriental, incluindo várias unidades do Império Áustro-Húngaro, sob seu comando.
Em 1917, após a Revolução de Fevereiro o novo governo russo de Alexander Kerensky tentou revigorar o apoio da Rússia na guerra, atacando ao longo de uma frente ampla. Hoffman retirou-se para 60 milhas na retaguarda, o tempo todo pedindo a Ludendorff, seu antigo superior durante a campanha de Tannenberg, e agora comandante-geral, para enviar os homens da frente ocidental, alegando que ele poderia bater a Rússia na guerra. Em meados de julho 1917 seis divisões foram enviados por trem de Flandres, com estes reforços, Hoffmann contra-atacou ao longo de toda a frente (Operação Faustschlag) e dentro de quinze dias estava entrando em Riga. Esta derrota fatalmente enfraqueceu Kerensky, e levou os bolcheviques à tomada do poder na Rússia, e, assim, o colapso da resistência russa e ao Tratado de Brest-Litovski.
Em dezembro de 1918, retirou suas forças do "Ober-Ost" para a Alemanha, e assim, involuntariamente, preparou o palco para a Guerra polaco-soviética.

## Final da Vida
Em suas memórias do pós-guerra, Hoffmann foi crítico do alto comando alemão incluindo Hindenburg e Ludendorff. Ele estava ressentido de que seus dois superiores haviam recebido o crédito para as vitórias de Tannenberg e dos Lagos Masúrianos quando foi realmente sua estratégia que permitiu que as vitórias ocorressem. Alguns anos depois da guerra, quando visitava o campo de batalha em Tannenberg, Hoffmann disse a um grupo de cadetes do exército "Veja - este é o lugar onde Hindenburg dormiu antes da batalha, este é o lugar onde dormiu Hindenburg após a batalha, e este é o lugar onde dormiu durante toda a batalha".
Hoffmann morreu em Bad Reichenhall em 8 de julho de 1927.